# Lluís Manel d'Angulema
Lluís Manel d'Angulema o Lluís Manel de Valois-Angulema (batejat el 28 d'abril de 1596 a Clarmont d'Alvèrnia - 13 de novembre de 1653 a París) fou duc d'Angulema, Par de França, duc de La Guiche, comte del Lauraguès, d'Alvèrnia, d'Alais, de Ponthieu, de Clermont-en-Beauvaisis, baró de Coucy, de La Tour, de Florac, de Montigny-Lancourt i de Folembray, senyor d'Écouen, de Sevran, de Villiers-le-Bel, d'Ezanville, del Mesnil-Aubry, de Tancarville, de Préaux, de Sézanne, etc.; era el fill de Carles d'Angulema, fill natural del rei de França Carles IX, i de Carlota de Montmorency. Fou nomenat coronel general de cavalleria i governador de Provença.
Fou nomenat Colonel Général de la cavalerie (coronel general de la cavalleria) el 1626, càrrec que va ostentar fins al 1643.
Va rebre la distinció de bisbe d'Agde de 1612 a 1629. Es va casar el 8 de febrer 1629 amb Maria Enriqueta de La Guiche, senyora de Chaumont, filla de Filibert de La Guiche. Va morir el 1682. D'aquesta unió naixeren quatre fills
- Lluís d'Angulema (1630 a Paris - 4 d'octubre de 1637 al castell d'Ecouen), comte d'Alvèrnia.
- Maria Francesca d'Angulema (27 de mars de 1631 - 4 de maig de 1696 a Alençon) duquessa d'Angulema, comtessa de Lauraguès, d'Alais i de Ponthieu. Casada el 3 de novembre de 1649 a Toló amb Lluís de Lorena, duc de Joyeuse.
- Armand d'Angulema (14 de juliol de 1635 a Paris - 16 de novembre de 1639 a Paris), comte d'Alvèrnia.
- Francesc d'Angulema (24 d'abril de 1639 a Ais de Provença - 10 de juliol de 1644 a Salon-de-Craux), comte d'Alvèrnia.

Va tenir igualment un fill natural, Antoni-Carles-Lluís d'Angulema (1649-25 de setembre de 1701), cavaller d'Angulema, primer gentilhome del príncep de Conti, legitimat l'agost de 1677.

## Guerra dels Segadors
Arriba a Catalunya en els primers compassos de la Guerra dels Segadors i hi resta pràcticament fins a la seva mort. El 1642 intervé en la contraofensiva de l’exèrcit francocatalà contra les tropes hispàniques, a les quals s'enfronta a Valls, Lleida i Torres de Segre. El 1644 participa en el setge de Tarragona, i un any més tard, té un paper destacat en la conquesta de Camarasa, la victòria contra el general Cantelmo a Sant Llorenç de Montgai, i la defensa de Castelló de Farfanya. En la campanya de 1646, participa en l’intent infructuós per recuperar Lleida.
Estret col·laborador del general Marchin, planifica amb ell la conquesta de Tortosa (1648). Un any després, és una de les persones que l’arresta acusat de traïció (desembre de 1649).
Lluís Manel d'Angulema forma part del Consell de defensa de Barcelona en el setge de 1651-52. Una de les primeres opcions que executa per recuperar el control sobre la capital és comandar el batalló de cavalleria que intenta recuperar el convent de Santa Madrona (novembre de 1651).
Poques setmanes abans que capituli Barcelona, es veu obligat a lliurar Blanes al marquès de Mortara (setembre de 1652). El maig de 1653 és capturat i empresonat per l’exèrcit de Felip IV de Castella a Palamós Segons Manel Güell, va morir el 15 de novembre d’aquest any a París